# 韋爾比夫卡 (克拉西利夫區)
49°43′55″N 26°38′8″E / 49.73194°N 26.63556°E
韋爾比夫卡（烏克蘭語：Вербівка）是位於烏克蘭西部的村莊，由赫梅利尼茨基州裡赫梅利尼茨基區的扎斯盧奇內市鎮負責管轄。該村面積0.16平方公里，海拔高度313米，2001年人口25，人口密度每平方公里156.3人。